# Echternach (kanton)
Echternach er en kanton i distriktet Grevenmacher i Luxembourg. Kantonen ligger i de østlige dele af landet og har et areal på 185,54 km². I 2013 havde kantonen 20.280 indbyggere og det administrative center ligger i byen Echternach.

## Kommuner
Kantonen Echternach består af otte kommuner. I tabellen opgives antal indbyggere pr. 1. januar 2005.
| #  | Kommuner   | Indbyggere |
| -- | ---------- | ---------- |
| 1. | Echternach | 4.507      |
| 2. | Rosport    | 1.876      |
| 3. | Beaufort   | 1.774      |
| 4. | Consdorf   | 1.729      |
| 5. | Berdorf    | 1.432      |
| 6. | Waldbillig | 1.296      |
| 7. | Mompach    | 1.023      |
| 8. | Bech       | 951        |

49°48′N 6°24′Ø / 49.8°N 6.4°Ø